# Warhoon
Warhoon fue un fanzine de ciencia ficción estadounidense editado originalmente en Nueva York y posteriormente en Puerto Rico por Richard Bergeron entre 1952 y 1985; se le considera como una de las publicaciones más grandes en su tipo, y alcanzó popularidad en la década de 1960.
Centró sus artículos en noticias y eventos relacionados al fandom del género, además de artículos de crítica literaria e información sobre escritores de la ciencia ficción. En 1962 ganó el Premio Hugo al mejor fanzine, y recibió dos nominaciones posteriores al mismo galardón en 1963 y 1969 sin alcanzar el premio. Además, en 1981 recibió una nominación al Premio Hugo al mejor libro de no ficción por los textos de Walter A. Willis del número 28 —editado por Richard Bergeron—, y que es considerado como «uno de los números más finos de fanzine de todos los tiempos».